# María José Magán
María José Gómez Magán (Caracas, 22 de agosto de 1984) es una actriz y modelo venezolana. [cita requerida]

## Biografía
María José Magán inició su carrera como actriz en la telenovela Secretos del alma en 2008.
En 2009 consigue su primer antagónico en la telenovela Pobre Diabla y en 2010 participó en Quiéreme.
En 2011 se une al elenco de la telenovela Cielo rojo.
En 2012 consigue su primer papel protagónico en la telenovela Quererte así interpretando a "Paulina Navarrete", junto con Francisco Angelini. 
De 2013 a 2014 antagonizó las telenovelas Destino y Prohibido amar respectivamente.
En 2015 participa en Tanto amor interpretando a "Teresa Lombardo".
En 2016 participa en la serie de acción de Telemundo, Señora Acero dando a vida a "Andrea" y compartiendo escena con Carolina Miranda y Michel Duval.
Para 2018 obtiene un pequeño papel en la telenovela Por amar sin ley de Televisa y otro en la serie Atrapada de Imagen Televisión.
En 2019 dio vida a Elena Vargas en la telenovela Un poquito tuyo compartiendo créditos junto a Marjorie de Sousa, Jorge Salinas y Lorena Herrera.
En 2021, la actriz fue seleccionada para interpretar a «Ella» en la serie de antología Un día para vivir.

## Filmografía

### Televisión
- MasterChef Celebrity México (2025) - Concursante
- Un día para vivir (2021-presente) - Ella[2][3][4]
- Sin miedo a la verdad (2019) - Bárbara
- Un poquito tuyo (2019) - Elena Vargas
- Atrapada (2018) - Sofia
- Falsos falsificados (2018) - Luna
- Señora Acero: La Coyote (2016-2018) - Andrea Dóriga Rosado / Patricia Dóriga Díaz
- Un día cualquiera (2016) - Magali / Karina
- Entre correr y vivir (2016) - Sara Cardoso
- Tanto amor (2015-2016) - Teresa Lombardo Iturbide de Pérez
- Prohibido amar (2013-2014) - Rosario Sandoval
- Destino (2013) - Elena Vargas Del Sol / Elena Vargas Domínguez
- Quererte así (2012) - Paulina Navarrete Duncan / Paulina Ramírez Duncan
- Cielo rojo (2011-2012) - Verónica Conde Ramos
- Quiéreme tonto (2010) - María
- Pobre diabla (2009-2010) - Adriana Pérez Alvear
- A cada quien su santo (2009) - Viviana De La Garza / Tania / Silvia De La Garza
- Secretos del alma (2008-2009) - Sonia Linares